# 도에이 지하철

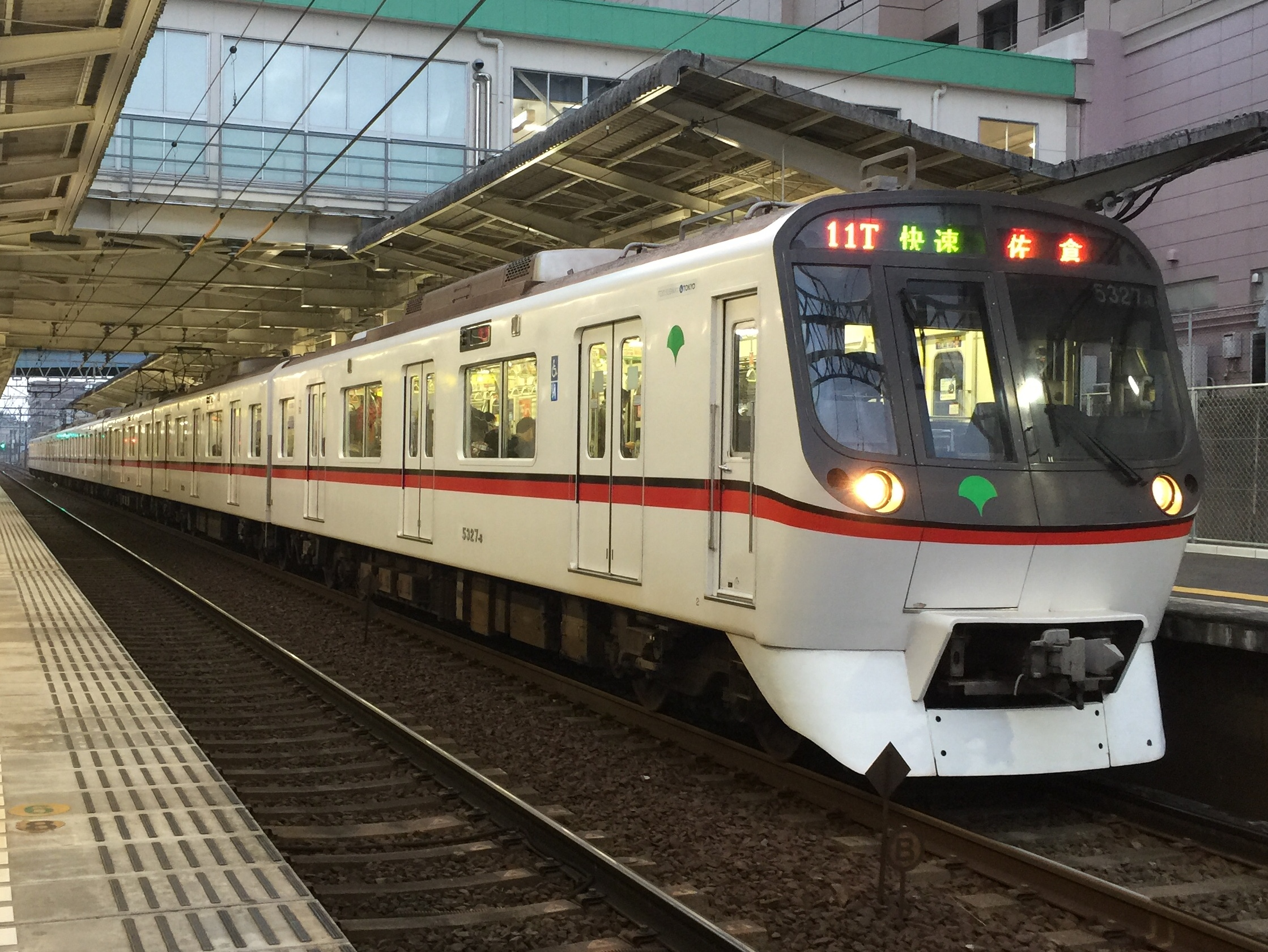

도에이 지하철(일본어: 都営地下鉄 도에이치카테쓰[*])은 도쿄도 교통국에서 운영하는 지하철이다.

## 노선
- ○ 아사쿠사선, 노선 기호: A
- ○ 미타선, 노선 기호: I
- ○ 신주쿠선, 노선 기호: S
- ○ 오에도선, 노선 기호: E